# Czarci Komin
Czarci Komin – jaskinia w Dolinie Będkowskiej na Wyżynie Olkuskiej wchodzącej w skład Wyżyny Krakowsko-Częstochowskiej. Znajduje się we wsi Będkowice, w województwie małopolskim, w powiecie krakowskim, w gminie Wielka Wieś.

## Opis obiektu
Obiekt znajduje się we Wschodnim Wierzchołku – skale znajdującej się w górnym rzędzie skał Czarciego Korytarza. Skały te znajdują się powyżej wąskiej asfaltowej drogi z Będkowic przez dno Doliny Będkowskiej do Łazów. Czarci Komin ma dwa otwory. Górny znajduje się na szczycie skały, dolny powyżej głębokiego komina. Dojście do otworu dolnego wymaga wspinaczki (III w skali krakowskiej). Z niepozornego otworu górnego opada pionowa szczelina, w której znajdują się duże, zaklinowane głazy. Dwa metry poniżej otworu jest niewielka salka, z której opada w dół szczelina do podstawy turni. Na wysokości kilku metrów nad podstawą turni ma ona dolny otwór.
Jaskinia powstała w późnojurajskich wapieniach skalistych. Jest sucha i widna prawie do końca. Jej namulisko składa się z wapiennego gruzu, ziemi i liści. Występuje w niej mleko wapienne, zwietrzałe polewy i nacieki grzybkowe.  
Jaskinię po raz pierwszy opisał Jakub Nowak we wrześniu 2011 r. On też sporządził jej plan

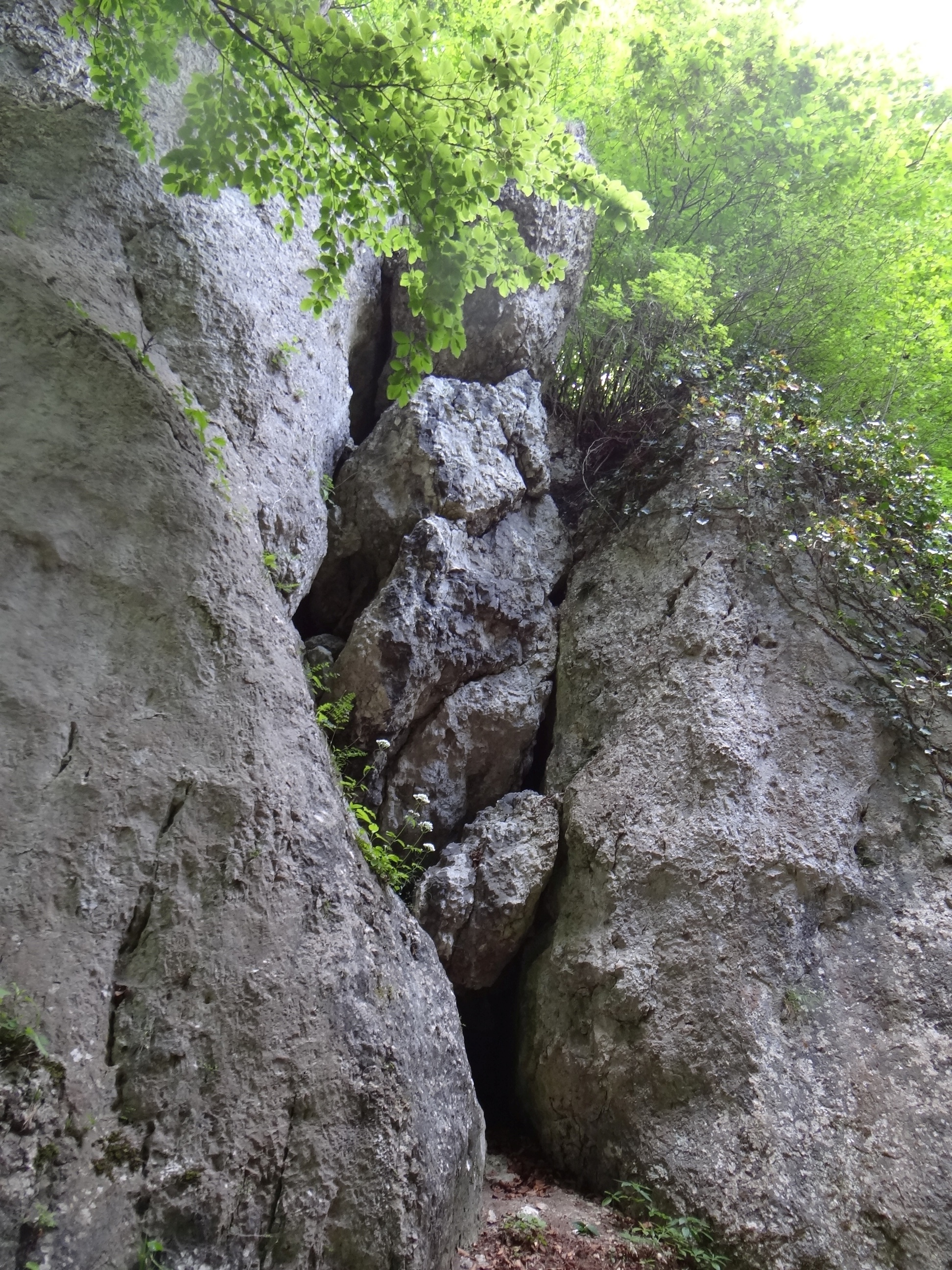
Czarci Komin
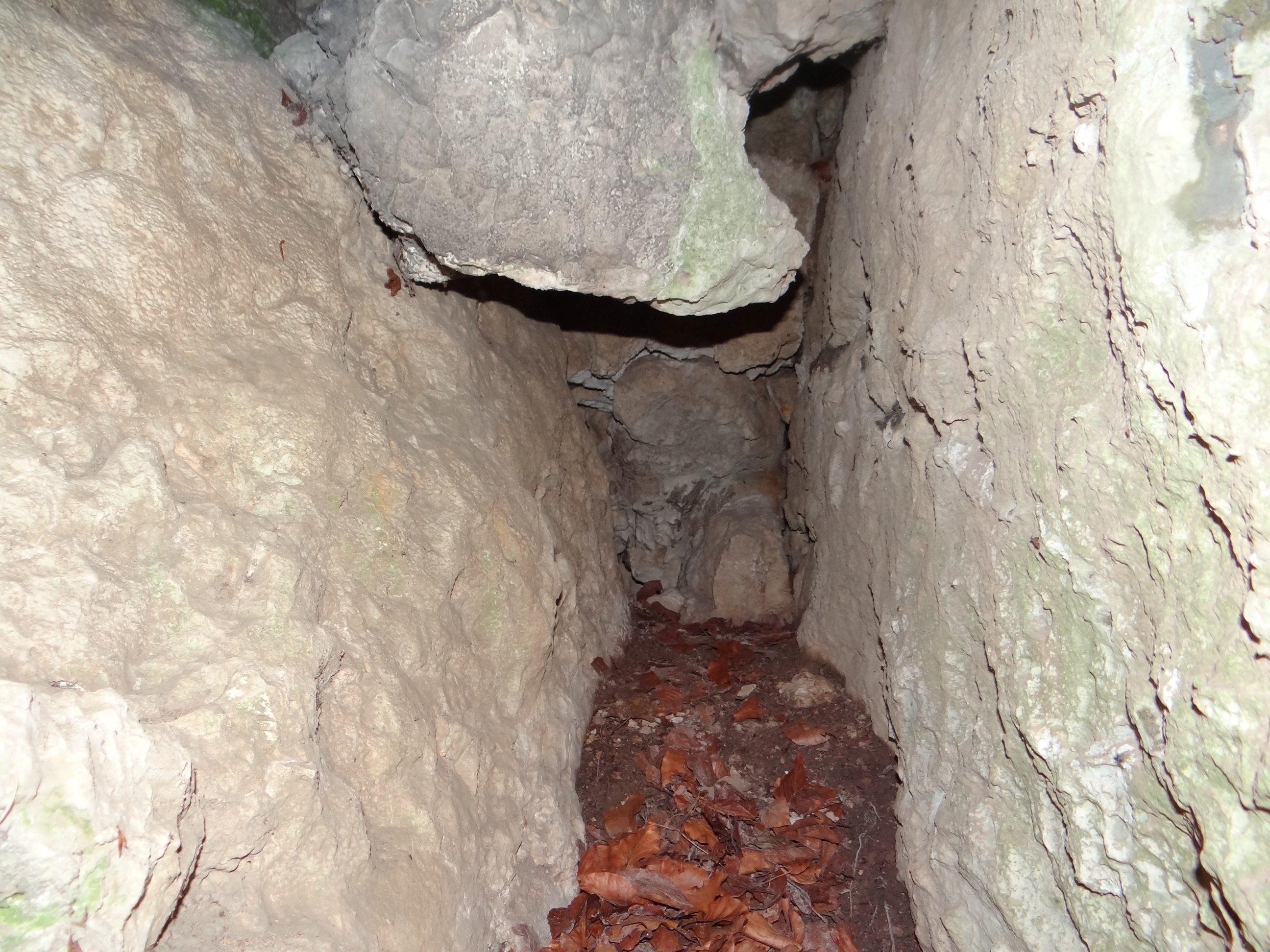
Dolny otwór